# Sofielunds återvinningsanläggning

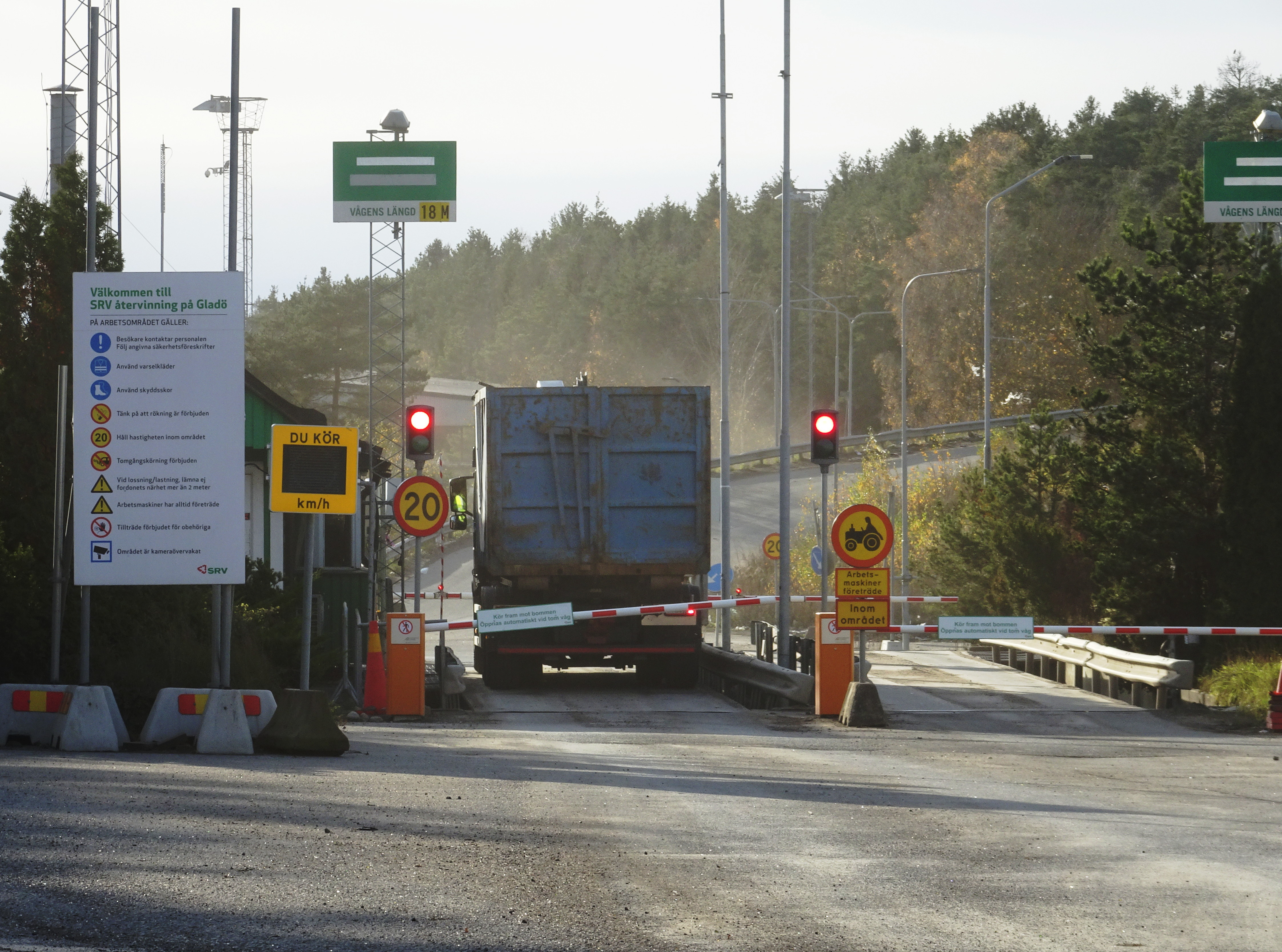
Sofielunds återvinningsanläggning, infart med vågstation, oktober 2019.

Sofielunds återvinningsanläggning är en återvinningscentral med sopdeponi vid Gladö kvarn i Huddinge kommun, Stockholms län. Sofielund drivs sedan 1949 av det kommunala bolaget SRV återvinning och är till ytan en av de största anläggningar i Sverige med en årlig mottagning av över 200 000 ton industri- och hushållsavfall. Varje dag passerar cirka 300 fordon med avfall Sofielunds vågstation. Anläggningen är en del av Gladö industriområde där bland annat skrotning samt demontering av bilar finns och SRV tar emot farligt avfall.

## Historik

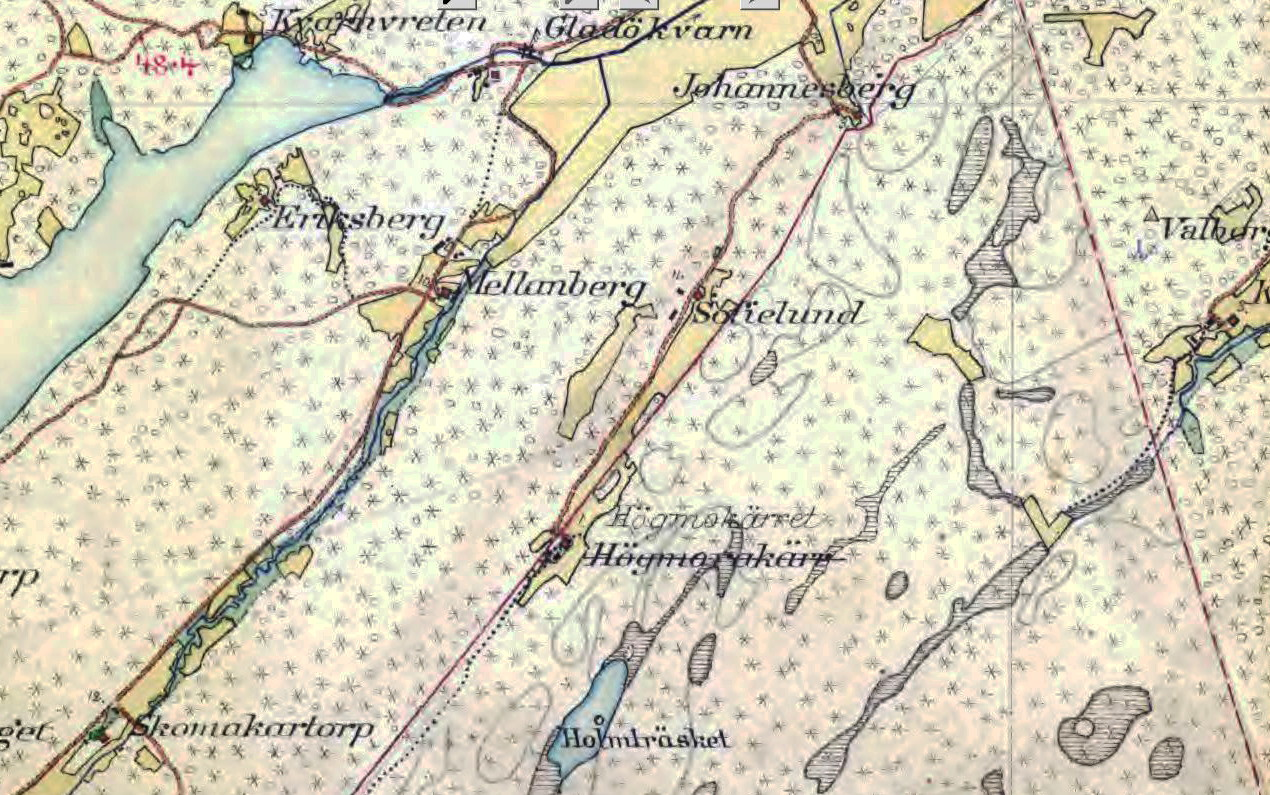
Torpen Mellanberg och Sofielund, 1900.

Sofielund var ett torp under Sundby gård. Stället omnämns i husförhörslängderna från 1816 och brukades som torp till 1923. Sedan jordbruket lagts ned användes Sofielund som bostad för anställda vid Sundby gård. Byggnaden revs i början av 1960-talet. Närbelägna torp var Skomarkartorp som förstördes vid en brand 1940 och Johannisberg som försvann 1910. Mellanberg med anor från 1740-talet finns fortfarande kvar och hyrs av kommunen ut till en MC-klubb.

## Gladötippen
Redan 1939 inrättades en "avstjälpningsplats för sopor" vid Sofielund. Anläggningen kallades länge för Gladötippen och var slutstationen för de i kommunen insamlade soporna. På denna deponi hamnade soporna osorterade fram till 1977.  Då var Gladötippen fylld och ett nytt, intilliggande område togs i bruk. Nu lades fokus istället på återvinning. Den första deponin är numera övertäckt och ett friluftsområde i anslutning till Gladö Kvarnsjöns naturreservat. 1994 togs ”Deponi 2” i bruk och 2014 ”Deponi 3”.

## Dagens anläggning
Numera läggs bara två till tre procent av soporna på deponi, resten återvinns på olika sätt. Sofielunds återvinningsanläggning förfogar över ett flertal behandlingsmetoder, som kompostering, rötning, deponering och vattenavdrivning. I maj 2012 stod en förbehandlingsanläggning för biogas klar. Anläggningen klarar av att förbehandla 50 000 ton/år biologiskt lätt nedbrytbart avfall som exempelvis källsorterat hushållsavfall, matavfall från storkök och restauranger samt avfall från livsmedelskedjor. Projektet är ett samarbete mellan Scandinavian Biogas och SRV återvinning, ett bolag som ägs gemensamt av kommunerna Huddinge, Haninge, Botkyrka, Salem och Nynäshamn.

## Bilder

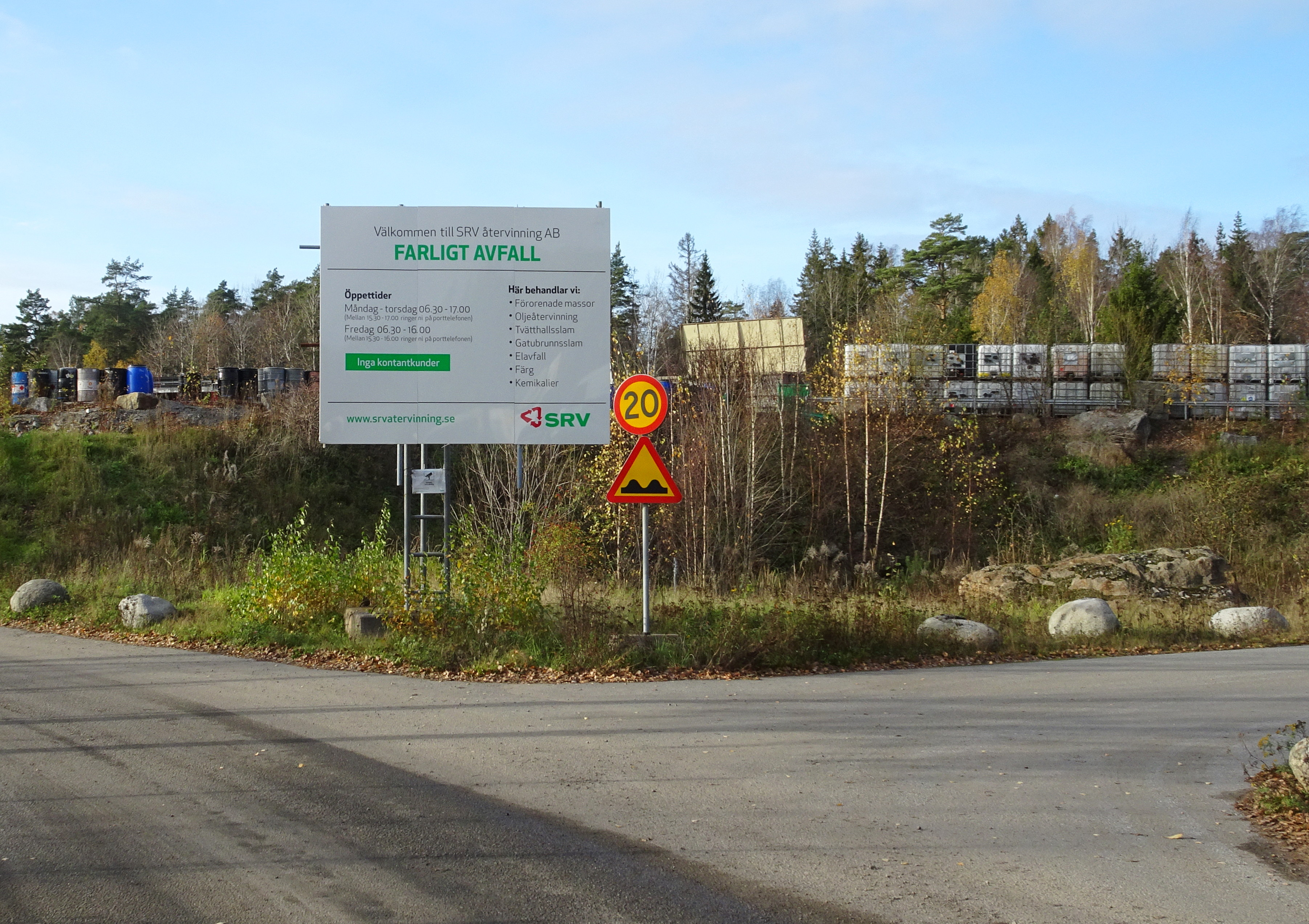
Mottagning för farligt avfall
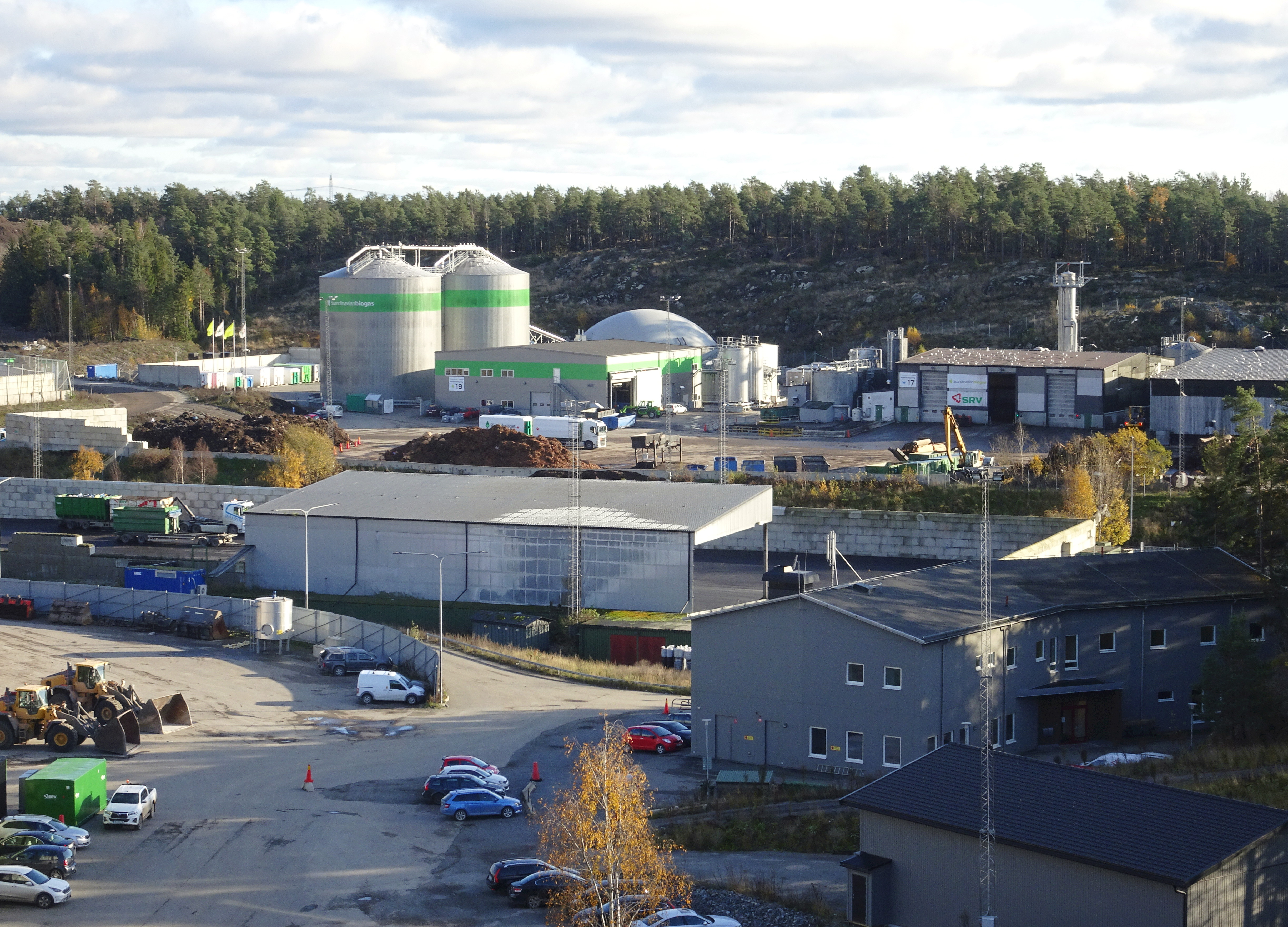
Biogasanläggningen
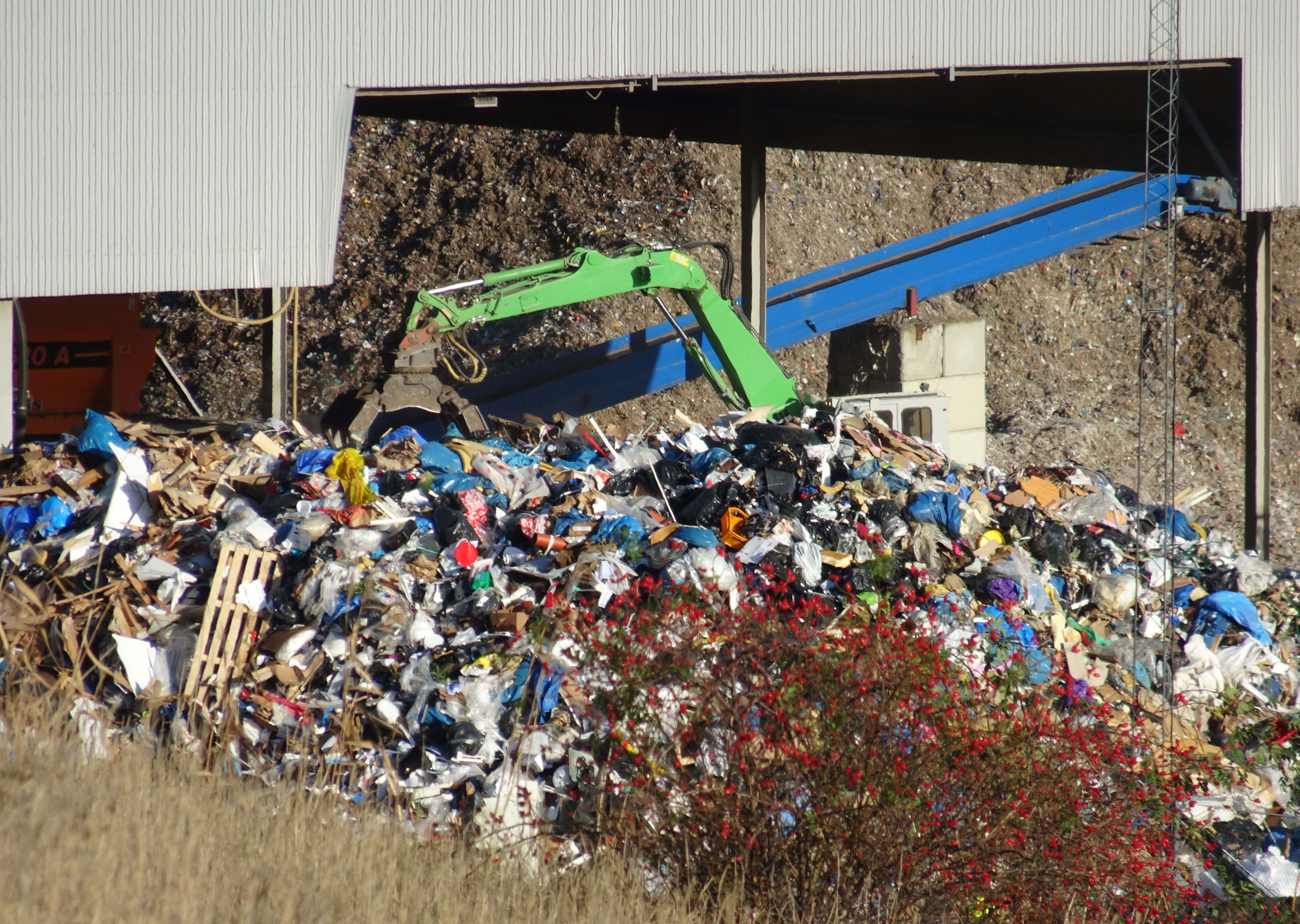
Grovsortering
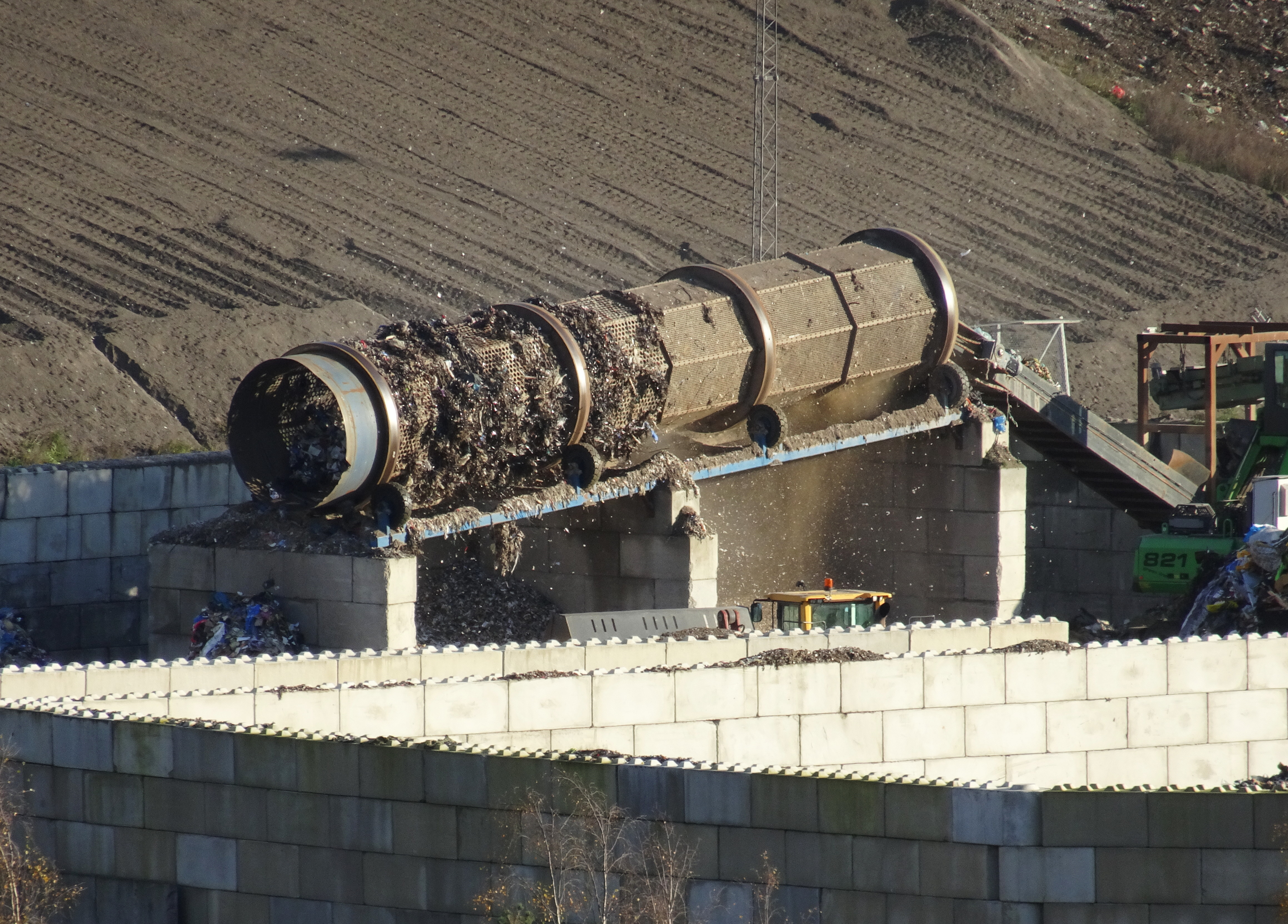
Finsortering
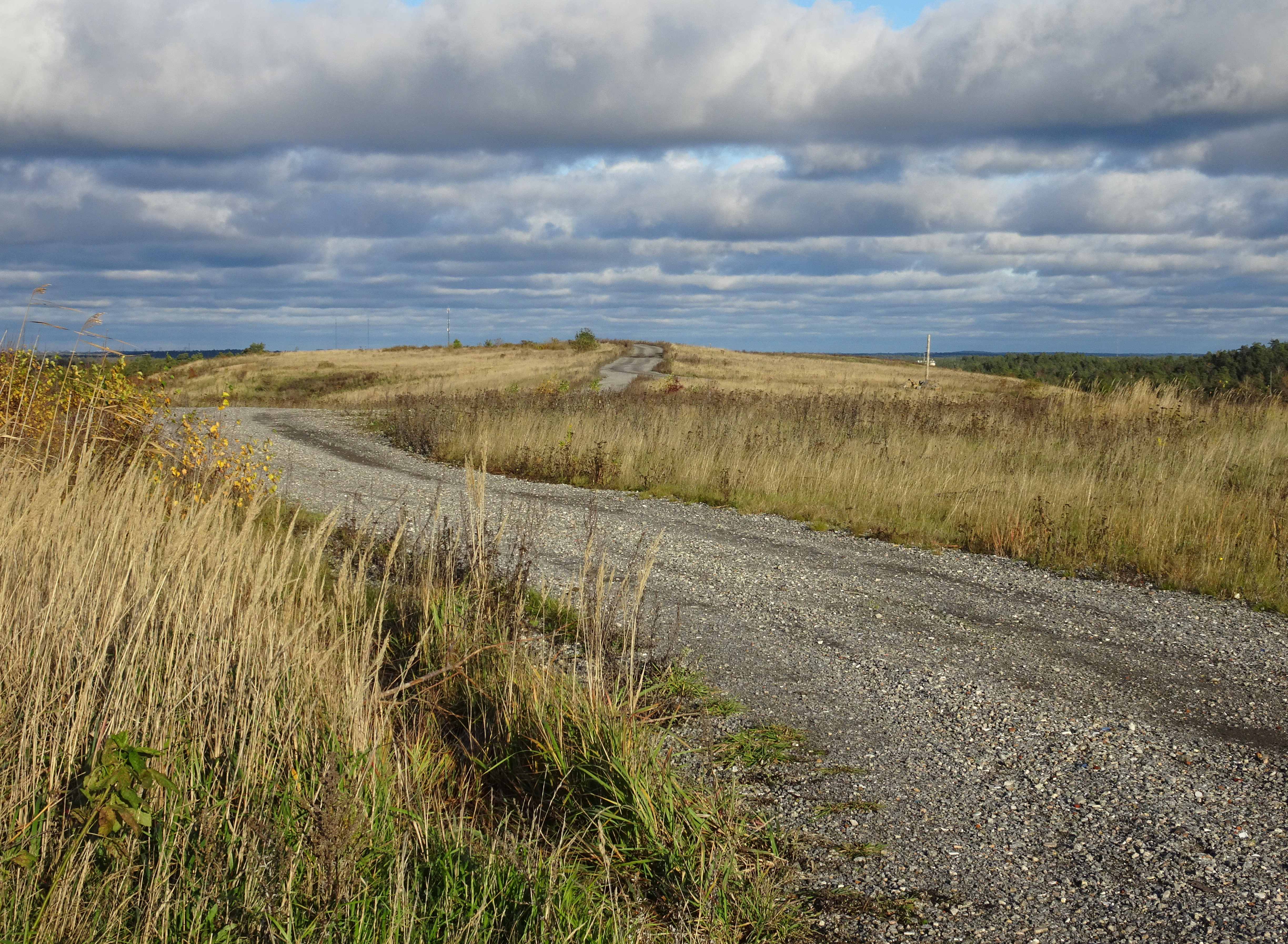
Gamla Gladötippen